# Beilschmiedia ledermannii
Beilschmiedia ledermannii är en lagerväxtart som beskrevs av Teschn.. Beilschmiedia ledermannii ingår i släktet Beilschmiedia och familjen lagerväxter. Inga underarter finns listade i Catalogue of Life.